# Omnichord
L'omnichord est un instrument de musique électronique commercialisé par Suzuki Musical Instrument Corporation en 1981 dans le but d'offrir un pendant électronique à l'autoharpe. Avec un timbre carillonnant et son look kitsch, il est finalement devenu un instrument à part entière par la suite et permet de produire des accords mineurs, majeurs et diminués. Il se joue généralement avec un doigt sur le bouton de l'accord désiré pendant que la surface tactile est balayée soit avec un doigt, soit avec un médiator comme pour une guitare.
L'omnichord est le successeur du tronichord, possédant ainsi les mêmes fonctions et caractéristiques techniques, mais offrant des rythmes pré-enregistrés avec contrôle du tempo, un port MIDI, une sélection de sons pour la surface tactile, des effets vibrato par exemple et la possibilité de garder en mémoire ses accords. L'omnichord est désormais remplacé par le Q-chord, qui a encore plus de fonctionnalités. Certains musiciens fixent une sangle à chaque extrémité de l'instrument à la manière d'une guitare ou d'un clavier portable.

## Musiciens utilisant l'omnichord
- Damon Albarn (Gorillaz)
- Tim Booth (James)
- David Bowie, David Torn en joue sur l'album Heathen
- David Byrne/Brian Eno, joué par Eno sur l'album Everything That Happens Will Happen Today
- Jemaine Clement (Flight of the Conchords)
- Julian Cope, joué par Donald Ross Skinner sur l'album Jehovahkill pour la chanson You Gotta Show
- Dido en joue sur la chanson Never Want To Say It's Love de l'album Safe Trip Home
- Dntel
- Ed Droste (Grizzly Bear)
- Bob Dylan, joué par Daniel Lanois sur l'album Oh Mercy de Dylan
- Brian Eno/John Cale, joué par ce dernier sur l'album du duo Eno/CaleWrong Way Up
- Mark Foster (Foster the People)
- Blake Harnage (VersaEmerge)
- Elly Jackson (La Roux, In for the Kill)
- Jim James (My Morning Jacket)
- Simon Jeffes (Penguin Cafe Orchestra)
- Kim
- Dave Knudson (Minus the Bear)
- Daniel Lanois Son album Acadie (Silium's Hill, Ice et St Ann's Gold), il en joue aussi sur l'album de U2 The Joshua Tree, ainsi que sur l'album homonyme de Robbie Robertson sur la chanson Somewhere Down the Crazy River.
- Sean Lennon sur l'album Into the Sun
- Natalie Maines (Dixie Chicks)
- Mark Mothersbaugh (Devo)
- Matthew Murphy (The Wombats)
- Stefan Olsdal (Placebo)
- Owlle
- Zeena Parkins
- Catherine Pierce (The Pierces)
- Sergio Pizzorno (Kasabian)
- Pomme - Matthieu Joly joue l'Omnichord sur Comme si j'y croyais de l'album À peu près, Pomme en joue aussi sur l'album Consolation mais sans toutefois préciser sur quelle chanson.
- Jean-François Provençal (Les Appendices)
- Nick Rhodes (Duran Duran)
- Brad Roberts (Crash Test Dummies)
- Paul Sèxe (Sèxe Illégal)
- Émilie Simon (Émilie_Simon)
- Isabella Summers (Florence and the Machine)
- Tim Wanstall (Athlete)
- Alfred Weisberg-Roberts
- This Mortal Coil
- Tom Novembre
- Nanna Oland Fabricius Oh Land
- Flore Benguigui  (L'impératrice)
- Amon Tobin